# Mario Lega
Mario Lega, född den 20 februari 1949 är en italiensk före detta roadracingvärldsmästare 1977. Det var en överraskning och han tog bara en seger under hela Grand Prix-karriären och det var det året.

## Segrar 250GP
| Nummer | Grand Prix  | År   |
| ------ | ----------- | ---- |
| 1      | Jugoslavien | 1977 |